# Amt Nossen
Das Amt Nossen war eine im Erzgebirgischen Kreis gelegene territoriale Verwaltungseinheit des Kurfürstentums Sachsen.

## Geographische Ausdehnung
Das Gebiet des Amts Nossen liegt hauptsächlich zwischen der Freiberger Mulde und der Großen Striegis bis zu deren Mündung in die Freiberger Mulde.
Neben einigen Dörfern sowie der Stadt Roßwein gehörten eine Anzahl von Exklaven nördlich der Freiberger Mulde im Territorium des Kreisamtes Meißen sowie zwei Dörfer mit Grenzen zum Amt Rochlitz dazu. Im Osten des Amts lag der Zellwald.
Das Amtsgebiet liegt heute in den Landkreisen Meißen und Mittelsachsen.

## Angrenzende Verwaltungseinheiten
| Amt Rochlitz                | Kreisamt Meißen                             | Kreisamt Meißen                   |
| Amt Rochlitz                | Kompassrose, die auf Nachbargemeinden zeigt | Kreisamt Meißen Kreisamt Freiberg |
| Amt Frankenberg-Sachsenburg | Amt Augustusburg                            | Kreisamt Freiberg                 |

## Geschichte
Das Territorium des Amtes Nossen ging aus dem Besitz des Klosters Altzella im Jahr der Säkularisation 1540 hervor und ist bis auf wenige Dörfer, die dem Kreisamt Freiberg zugeschlagen wurden, mit dem ehemaligen Klosterbesitz identisch. Der setzte sich aus dem geschlossenen Stiftungsgebiet südlich und westlich der Freiberger Mulde aus dem Jahr 1162 und vielen Exklaven nördlich der Mulde im Territorium des Kreisamtes Meißen zusammen. Diese Ortschaften oder Teile von Ortschaften rühren aus klösterlichen Grunderwerb und Schenkungen des Landadels an das Kloster Altzella her. Sie wurden dadurch aus der Zuständigkeit des Kreisamtes Meißen herausgelöst.
Das Amt Nossen wurde 1544 auf Veranlassung des Landesherrn eingerichtet und im Oktober 1856 aufgelöst. Die niedere und die höhere Gerichtsbarkeit wurden jetzt vom neu gegründeten Gerichtsamt Nossen übernommen. Das Amt Nossen gehörte bis 1835 zum Erzgebirgischen Kreis und wurde dann der neu gebildeten Kreisdirektion Leipzig zugeordnet. 1836 wurden die als Exklaven des Amts Leisnig im Amt Nossen liegenden Dörfer der Herrschaft Arnsdorf durch Umbezirkung in das Amt Nossen integriert.

## Amtshauptmänner
- Christian Bernhard Marschall von Bieberstein (1722)[3]
- Christian Leonhard Marschall von Bieberstein (1728, 1731, 1734, 1737)[3]

## Zugehörige Orte
Namensgeber des Amtes war die Stadt Nossen, daneben gehörten noch die Städte Roßwein und Siebenlehn zum Amt.
Neben diesen drei amtssässigen Städten gehörten im Jahr 1764 vier schriftsässige Orte (Augustusberg, Böhrigen, Gersdorf, Obergruna) und 54 unmittelbare Amtsdorfschaften zum Amt Nossen.
Städte
- Nossen
- Roßwein
- Siebenlehn

Klöster und Schlösser
- Kloster Altzella
- Schloss Nossen

Dörfer
| - Augustusberg - Berbersdorf - Berthelsdorf - Bockendorf - Böhrigen - Breitenbach - Crumbach - Cunnersdorf - Dittersdorf - Etzdorf | - Eulendorf - Gersdorf - Gleisberg - Goßberg - Greifendorf - Großvoigtsberg - Grünroda - Grunau - Haßlau - Hohenlauft | - Kaltofen - Kleinvoigtsberg - Kummersheim - Langenstriegis - Lichtenberg (Klosteranteil) - Marbach - Mobendorf - Naundorf - Niedereula - Niedergruna | - Niederstriegis - Obergruna - Ossig - Pappendorf - Reichenbach - Rhäsa - Riechberg mit Siegfried (1720 entst.) - Niederrossau - Oberrossau | - Schlegel - Schmalbach - Seifersdorf - Theeschütz - Troischau - Ullrichsberg - Wettersdorf - Zella |

Dörfer (Exklaven)
| - Auterwitz - Daubnitz - Gohla (anteilig) - Gohris (anteilig) - Ketzergasse (vor 1696) - Lauenhain - Löbschütz (anteilig) - Lüttewitz - Miera - Mochau | - Mögen - Münchhof - Niederlütschera - Ostrau - Priesen - Prüfern (anteilig) - Rauba - Raußlitz (anteilig) - Rudelsdorf - Sieglitz | - Soppen (anteilig) - Steudten - Trebanitz - Wachtnitz - Wuhnitz (anteilig) |

Wüstungen (Exklaven)
- Wilschwitz
- Wüstalbertitz